# Scouting Doven Nederland
Scouting Doven Nederland is een zelfstandige landelijke organisatie door en voor dove scouts en een onderdeel van Scouting Nederland. Het onderhoudt nauwe banden met de zogenaamde Jongerencommissie. Scouting Doven Nederland is op 1 oktober 2005 opgericht door dove oud-leden van scoutinggroepen.

## Eerste dove scouts
In de jaren vijftig van de 20e eeuw nam Ad Andeweg het initiatief voor de oprichting van een Scoutinggroep voor doven in Voorburg. De dove jongens werden geïnstalleerd als welpen. Er werden vijf dove scouts geïnstalleerd. Andeweg organiseerde zelf activiteiten voor de groep. Later verdween deze groep, de precieze oorzaak is niet bekend.
In Zuid-Brabant waren er andere dove scouts lid bij een gewone scoutinggroep. Deze groep verleende hulp aan de slachtoffers van de Watersnood van 1953, waar ze met elkaar communiceerden door middel van gebarentaal.

## Integratie met gewone scoutinggroepen in Nederland
De dove scouts bleven over diverse scoutinggroepen verspreid en maakten weinig contact met andere dove scouts. Verder was het contact met de leiding lastig doordat die de gebarentaal niet beheersten, en daarom schriftelijk met de dove kinderen communiceerden. In de jaren tachtig en negentig van de twintigste eeuw waren er ongeveer 10 tot 15 dove scouts in Nederland. Aan het begin van de jaren 1990 probeert Scouting Nederland meer doven binnen de organisatie te halen. De gebarentaal en het handalfabet worden een verplicht onderdeel voor de cursus over Scouts met een handicap (Blauwe Vogels). Deze worden ook opgenomen als onderdeel voor het insigne Communicatie voor gewone scouts. Om het geleerde in de praktijk te brengen moesten leiders met dove scouts communiceren. Gebarentaal is echter een complexe taal, en doordat er ook maar weinig dove scouts zijn aangesloten, werd het geleerde door de leiders gemakkelijk vergeten.
In het begin van de 21e eeuw probeerde het team van het project "Toegang" doven voor scoutinggroepen te werven. De pogingen waren vergeefs.
Het bleek dat de dove scouts afhaakten wanneer horende scouts geen rekening met hen hielden. Dit "rekening houden met" ging dieper dan simpelweg proberen om met de scouts te communiceren. Omdat de doven hun doofheid niet als handicap zien en hun eigen culturele identiteit wilden blijven behouden, voelden ze zich niet thuis in reguliere scoutinggroepen. Er was de behoefte aan een eigen speltak waarin dove scouts met elkaar konden communiceren in gebarentaal.

## Eerste Internationale kamp voor Doven
Op 1 augustus 2006 was de eerste kamp voor dove scouts uit de hele wereld een feit. De initiatiefnemer en kampcoördinator was Kevin Mulqueen van de 191st Dublin Deaf Scout. De Eerste Jamboree voor Doven werd door de voorzitter van Scouting Ierland geopend. Engeland, Ierland, Zwitserland, België, Tsjechië en Nederland deden mee aan deze evenementen. Tijdens de openingsceremonie was George de Beer vertegenwoordiger van Nederland. Ruim 70 scouts deden mee aan activiteiten als een museumbezoek, zwemmen, zeilen etc. Verder konden scouts ervaringen uitwisselen. Op 8 augustus 2006 hebben alle leiders besloten dat ze het volgende kamp in 2008 zullen organiseren. Het zal in Tsjechië plaatsvinden.

## Oprichting landelijke scoutingorganisatie voor dove scouts
De aanzet voor een landelijke scoutingorganisatie voor doven kwam in Nederland op tijdens JOTA-JOTI 2005, waaraan dove scouts samen met bevriende oud-scouts meededen. Het doventeam won uiteindelijk de 2de prijs van het codekraakspel. Tijdens het evenement begonnen de doven erover te denken om zelf een organisatie op te richten. En zo geschiedde het: op 8 november 2005 werd de nieuwe tak van scouting voor doven door Scouting Nederland erkend. De eerste stap op weg naar volwaardige scouting voor doven was gezet. Scouting Nederland was enthousiast over het initiatief. De organisatie heeft plannen om landelijke activiteiten voor dove scouts te organiseren. In februari 2006 is er een nieuwe stam voor scouting-doventolken gevormd. Deze stam voert ondersteunende taken voor dove scouts uit tijdens reguliere evenementen en geeft trainingen voor kaderleden. Alle scouting-doventolken zijn (oud)-leden van scoutinggroepen. Op 18 maart 2006 werden 3 van de 5 SDN-leden geïnstalleerd en dragen voor het eerst het rode uniform. De overige leden zullen later worden geïnstalleerd. De groepsdas is eigeel met blauwe rand en heeft een badge van SDN.
Voor het eerst konden de dove scouts aan de HIT jongerenhike in Dwingeloo meedoen, en ze wonnen de 2de prijs. Sinds 16 oktober 2006 is SDN aangesloten bij de Jongerencommissie voor Doven. Daardoor kan een betere samenwerking met LBT Toegang en de Jongerencommissie worden opgebouwd. Slechts een dove scout ging naar Wereldjamboree in Engeland.